# Propalticus acupinctus
Propalticus acupinctus is een keversoort uit de familie Propalticidae. De wetenschappelijke naam van de soort is voor het eerst geldig gepubliceerd in 1939 door John.
De soort is waargenomen in Indonesië, Palau en Maleisië.